# Itaoré (Nandiala)
Pour les articles homonymes, voir Itaoré.
Itaoré est une commune située dans le département de Nandiala de la province de Boulkiemdé dans la région du Centre-Ouest au Burkina Faso.

## Santé et éducation
Le centre de soins le plus proche d'Itaoré est le centre de santé et de promotion sociale (CSPS) de Nandiala tandis que le centre médical avec antenne chirurgicale (CMA) de la province se trouve à Koudougou.